# Dolichoneon typicus
Genre
Espèce
Dolichoneon typicus, unique représentant du genre Dolichoneon, est une espèce d'araignées aranéomorphes de la famille des Salticidae.

## Distribution
Cette espèce est endémique du Karakoram au Gilgit-Baltistan au Pakistan.

## Publication originale
- Caporiacco, 1935 : Aracnidi dell'Himalaia e del Karakoram, raccolti dalla Missione italiana al Karakoram (1929-VII). Memorie della Società Entomologica Italiana, vol. 13, p. 161-263.